# 퓨전해학사극 통하였느냐
《퓨전해학사극 통하였느냐》는 2008년부터 2009년까지 E채널에서 방영된 드라마이다.